# Distretto di Zhaoyang
Il distretto di Zhaoyang (昭阳区S, Zhāoyáng QūP) è un distretto della Cina, situato nella provincia di Yunnan e amministrato dalla prefettura di Zhaotong.